# Mairimashita! Iruma-kun
Mairimashita! Iruma-kun (яп. 魔入りました! 入間くん, Mairimashita! Iruma-kun, англ. Welcome to Demon School! Iruma-kun; укр. Вітаємо в пеклі, Ірумо!) — серія японської манґи Осаму Ніші. Вона вперше була видана у березні 2017 року в журналі шьонен-манґи Акіта Шотен Weekly Shōnen Champion. Станом на грудень 2024 серія налічує сорок танкобон томів.
Перший сезон аніме-адаптації  від Bandai Namco Pictures виходив в ефір з жовтня 2019 року по березень 2020 року, а другий сезон транслювався з квітня по вересень 2021 року. Прем'єра третього сезону відбулася в жовтні 2022 року.

## Синопсис
Історія розповідає про Іруму Сузукі, 14-річного хлопчика, якого продають демону його ледачі, егоїстичні та недбалі батьки. Демон, знаний як Салліван, забирає Іруму до Світу демонів і офіційно усиновлює його як свого онука. Він зараховує Іруму до Школи демонів Бабілса, де він є директором і де Ірума швидко подружився з демонами Алісом Асмодеусом і Кларою Валак. Однак Салліван каже Ірумі нікому не розкривати, що він людина, оскільки демони так і мріють з'їсти якусь людину. Тоді Ірума клянеться не виділятися у світі демонів, хоча все виходить навпаки і він вічно потрапляє в якісь пригоди та чудернацькі ситуації.

## Персонажі

### Головні персонажі
Ірума Сузукі (яп. 鈴木入間, Suzuki Iruma)
Сейю: Аюму Мурасе (оригінал), Лаура Шталь (англійський дубляж)
Ірума — 14-річний людський хлопчик, батьки продали його лорду демонів Саллівану, а той усиновив його як свого онука. Батьки Іруми нехтували ним (до кумедно екстремального стану), тому він не міг регулярно відвідувати звичайну школу в людському світі. З дитинства він багато працював та опановува різноманітні навички, щоб прогодувати себе. Ці дивні події допомогли йому розвинути чудову адаптивність, навички виживання та спритність.
Ірума також дуже добрий, тому він не може відмовити чиємусь проханню, оскільки він щиро допомагає людям, навіть якщо йому це незручно. Він відвідує школу демонів, приховуючи те, що він людина. Попри його щирі зусилля триматися непомітно, він часто виділяється серед своїх однолітків частково через непорозуміння, а також через ексцентричність Саллівана. Пізніше Ірума навчиться миритися зі своєю популярністю; він стає друзями з Алісом та Кларою. Його дуже поважають однокласники та знайомі.
Під час іспитів на ранг демона його ранг був незмірним, тому що сова рангу дала йому Перстень Обжерливості з Демонічного пророцтва замість значка рангу, тому він отримав найнижчий ранг: Алефу (1 ранг). Крім того, Ірума випадково зробив свого класного керівника Каруеґо своїм фамільяром. Після деяких подій Ірума вирішує наполегливо працювати, щоб отримати підвищення в ранзі та змусити свою нову родину ним пишатися. Він хоче захистити тих, про кого справді піклується. Зараз він має ранг Ге (ранг 5).
Аліс Асмодеус (яп. アスモデウス・アリス, Asumodeusu Arisu)
Сейю: Рьохей Кімура (оригінал), Біллі Каметц (seasons 1-2), Stephen Fu (season 3) (англійський дубляж)
Найкращий друг і вірний товариш Іруми після того, як він програв у битві проти Іруми (який просто ухилився від усіх його атак) у перший день у Бабілсі. В першу чергу згадується його прізвище, або скорочено «Аз». Його ранг і сила перевищують ранги більшості першокурсників, і він має здатність володіти вогнем. Він був старостою першокурсників, з найвищими оцінками на вступному іспиті. Спочатку він неохоче грав з Кларою на прохання Іруми, але пізніше також стає її найкращим другом. Загалом він дуже спокійний, але коли до справи якось причетний Ірума, він стає емоційнішим, навіть свариться з Кларою, щоб привернути увагу Іруми. Його фамільяр — білий Змієґорґон, який також володіє вогнем. Зараз він має статус Ге (ранг 5) згідно з томом 25, розділом 266.
Амері Азазель (яп. アザゼル・アメリ, Azazeru Ameri)
Сейю: Саорі Хаямі (оригінал), Кіра Бакленд (англійський дубляж)
Лисовуха демонеса, президентка студентської ради Бабілса. Хоча вона тримається гідно і користується високою повагою серед студентів, вона також таємно прихильна до людського світу, особливо до романтичної манґи під назвою «Спогади про перше кохання». Амері була першим демоном, який запідозрив, що Ірума — це людина, попри загальну думку у Світі демонів, що люди — мітичні істоти. Пізніше вона підтверджує свої підозри та стає друзями з Ірумою, ба навіть прив'язується до нього, хоча Ірума не знає, що вона знає, що він людина. Її ранг Вав (ранг 6), найвищий з усіх студентів.
Клара Валак (яп. ウァラク・クララ, Waraku Kurara)
Сейю: Аяка Асай (оригінал), Кейлі Міллс (англійський дубляж)
Дуже дивна (навіть за мірками демонів) та енергійна дівчина Валак, яка постійно хоче грати. Її сімейна здатність дозволяє їй витягувати зі своїх кишень все, що вона бачила протягом життя, і їй доводилося підкупляти інших демонів закусками, щоб ті грали з нею, аж доки вона не зустріла Іруму. Ірума сказав Кларі, що йому нічого не потрібно, оскільки він справді любив грати з нею, що підвищило впевненість Клари, і незабаром вона стала кращими друзями Іруми та Аліса. Пізніше вона також починає відчувати щось більше до Іруми і обіцяє причарувати Іруму. Її фамільяр — рідкісна невимовна істота на ім’я Фальфал, і зараз вона має статус Даресу (4 ранг)
Каруеґо Наберіус (яп. ナベリウス・カルエゴ, Naberiusu Karuego)
Сейю: Дайсуке Оно (оригінал), Д. С. Дуґлас (англійський дубляж)
Класний керівник Іруми. Не знаючи, що Ірума є людиною, навчаючи студентів, як викликати фамільярів, Каруеґо був випадково прикликаний ним через те, що його печатка була на папірці виклику. Його форма фамільяра — маленька пухнаста совоподібна істота з крилами кажана та маленькими чорними рогами. Його ранг — Чето (8 ранг), найвищий з усіх вчителів-демонів у Школі демонів Бабілса, за винятком директора Саллівана та його друга Балама Шічіро, який має такий же ранг. На вигляд відсторонений і скептичний, насправді він глибоко піклується про своїх студентів та їхній добробут; хоча він схильний перекручувати ситуації, щоб покарати Невдахоклас для розваги.
Салліван (яп. サリバン, Sariban)
Сейю: Такая Курода (оригінал), Кайл Геберт (англійський дубляж)
Директор Школи демонів Бабілс і демон, який виглядає як літній чоловік. Він є одним із трьох демонів у світі демонів, які мають ранг Тето (9 ранг) і є одним із найпотужніших і найвпливовіших демонів у суспільстві. Таким чином, він є можливим кандидатом на посаду нового Короля Демонів після зникнення останнього Короля Демонів. Салліван також купує і згодом приймає Іруму як свого онука. Він зробив це, щоб заповнити порожнечу, яку відчував щоразу, коли йшов на зустріч зі своїми друзями рангу Тето, які говорили надзвичайні речі про своїх власних онуків. Салліван також відповідає за надання Ірумі здатності читати та розуміти мову демонів за допомогою магії. Він обожнює свого нового онука і обсипає його подарунками та увагою. Намагаючись допомогти Ірумі влитися, він відправив його разом з Алісом та Кларою в Невдахоклас, вважаючи, що дивні студенти замаскують його.
Опера (яп. オペラ, Opera)
Сейю: Міцукі Сайґа (оригінал), Браян Андерсон (англійський дубляж)
Помічник лорда Саллівана, який виглядає як андрогінний демон з котячими вухами, а також працює свого роду секретарем. Опера живе в тому ж будинку, що й Салліван та Ірума, і керує пранням, готує їжу, складає розклад і транспортує їх обох. У них стосунки «пан-слуга», і Салліван багато в чому покладається на здібності та поради Опери, щоб триматися на шляху та подалі від відволікаючих факторів. Опера — один із небагатьох демонів, які знають таємницю Іруми. Ранг Опери наразі невідомий. Опера чомусь майже не виражає емоцій на обличчі, але положення вух часто їх видає. Кумедно, що Опера був старшим за Каруеґо під час їх навчання у Бабілсі, і це єдиний демон, якого Каруеґо щиро боїться.

### Демони Невдахокласу
Сабнок Сабуро (яп. サブノック・サブロ, Sabunokku Saburo)
Сейю: Такуя Сато (оригінал), Рей Чейз (англійський дубляж)
Він другий син у престижній родині Сабнок, його родинна здатність — створення зброї. Він може створити зброю з усього, що він кусає, і носить на шиї намисто з різних матеріалів. Його мета — стати наступним Королем Демонів лише тому, що це найвищий ранг, який можна отримати у Світі Демонів. Під час вступної церемонії він напав на вчителя, вважаючи, що це буде найшвидший спосіб отримати вищий ранг, але насправді це був найшвидший спосіб опинитися в Класі невдах. Він починає поважати Іруму після вступних іспитів на ранг демона та вважає його своїм суперником, хоча найбільше щодо влади конфліктує з Алісом. Його фамільяр — кельпі, а його ранг — Даресу (4 ранг).
Крокелл Керолі / дем-дол Курому (яп. クロケル・ケロリ / くろむ, Kurokeru Kerori / Kuromu)
Сейю: Нао Тояма (оригінал), Зенті Хвін (англійський дубляж)
Її родина має здатність маніпулювати льодом, тому вона має слабкість від тепла та може знепритомніти, якщо зловживає своїми здібностями або надто збуджується. Вона таємно живе подвійним життям як демі-дол Курому. Будучи студенткою, вона носить спеціальні зачаровані окуляри, які не дозволяють іншим студентам розпізнати її другу личину. Вона перейшла в Невдахоклас через робочий графік. Її ранг — Даресу (4 ранг), а фамільяр — сніжний королівський лис.
Андро М. Джазз (яп. アンドロ・Ｍ・ジャズ, Andoro M Jazu)
Сейю: Тецуя Какіхара (оригінал), Раян Кольт Леві (англійський дубляж)
Він є другим сином сім'ї Андро, і його сімейна здатність — «рентгенівський зір (Яма)». Одночасно це дозволяє йому ідентифікувати об’єкти на цілі та найкоротший шлях їх викрадення, а також витягувати пальці, як змії, щоб викрасти речі. Він потрапив до класу невдах через свою звичку оббирати інших учнів у день вступної церемонії. Його ранг — Даресу (4 ранг), а його фамільяр — розділений вовк.
Шакс Лід (яп. シャックス・リード, Shakkusu Rīdo)
Сейю: Йошітака Ямая (оригінал), Брендон Вінклер (англійський дубляж)
Ельфоподібний демон, ентузіаст азартних ігор і насолоджується гострими відчуттями від високих ставок. Його зарахували до класу невдах через азартну гру у день вступної церемонії. Родинна здатність Шакса — «розбійник чуттів (Контролер)», яка дозволяє йому вкрасти та використовувати одне з п’яти чуттів своєї цілі, перетворюючи відповідний орган на цілі в чорний колір. Якщо він напружиться, Шакс може сприймати навіть два почуття одночасно. Його фамільяр невідомий, а його ранг — Даресу (4 ранг).
Ікс Елізабетта (яп. イクス・エリサベッタ, Ikusu Elizabetta)
Сейю: Каеде Хондо (оригінал), Наталі Гувер (англійський дубляж)
Висока красива людиноподібна демонеса. Її родинна здатність — «фаворитизм (Абсолютна прихильність)», яка змушує тих, хто до неї добре ставиться, намагатися завоювати її прихильність, хоча їй не можна використовувати це щодо людей, які їй подобаються. Вона погано вчиться і сильно прагне чистого кохання, вона романтик у душі. Її фамільяр невідомий, а її ранг — Даресу (4 ранг).
Кайм Камуї (яп. カイム・カムイ, Kaimu Kamui)
Сейю: Ґакуто Каджівара (оригінал), Марк Вайтен (англійський дубляж)
Збочений совоподібний демон, який за іронією долі є джентльменом. Його зарахували до Невдахокласу через безперервні сексуальні домагання до інших учениць і викладачок. Його родинна навичка «переклад (Дружба)» є універсальним перекладачем, який дозволяє перекладати будь-які мови будь-якого виду. Його фамільяр невідомий, а його ранг — Даресу (4 ранг).
Аґарес Пікеро (яп. アガレス・ピケロ, Agaresu Pikero)
Сейю: Такуто Йошікаґа (оригінал), Браян Андерсон (англійський дубляж)
Демон, який постійно дрімає на хмаринці. Він вважає, що «мінімальна кількість відвідуваних днів — це добре», і його зарахували в Невдахоклас за те, що він постійно або пропускає уроки, або спить. Його сімейна сила називається «ліжко (Моя територія)» і дозволяє йому виявляти та контролювати фізичні поверхні поблизу. Його фамільяр невідомий, а його ранг — Даресу (4 ранг).
Ґарп Ґоемон (яп. ガープ・ゴエモン, Gāpu Goemon)
Сейю: Ґенкі Окава (оригінал), Том Бауер (англійський дубляж)
Демон, обличчя і тіло якого покриті білим волоссям. Ґарп розмовляє як самурай. Йому подобається тренуватися зі своїм мечем, і він може виконувати удари вітром, використовуючи свою родинну здатність «вітряний меч». Його фамільяр невідомий, а його ранг — Даресу (4 ранг).
Аллокер Шнайдер (яп. アロケル・シュナイダー, Arokeru Shunaidā)
Сейю: Шюн'ічі Токі (оригінал), Лендон МакДональд (англійський дубляж)
Демон з обличчям лева. Насправді він дуже кмітливий, знаний як «Король мудрості». Він посів 1 місце на лекційному заліку та отримав своє перше підвищення в балах. Здебільшого він говорить з великим словниковим запасом і зазвичай розмовляє цитатами. Його фамільяр називається Кмітливий Яструб, а його ранг — Даресу (4 ранг)..

## Система рангів
У Пеклі існує система рангів для усіх демонів, що вищий ранг — то сильнішим і престижнішим вважається демон. За основу назв і позначень рангів були взяті перші десять літер єврейської абетки.
| Номер рангу | Назва рангу |
| ----------- | ----------- |
| 1           | Алефу       |
| 2           | Бето        |
| 3           | Ґімеру      |
| 4           | Даресу      |
| 5           | Ге          |
| 6           | Вав         |
| 7           | Заїн        |
| 8           | Чето        |
| 9           | Тето        |
| 10          | Йодо        |

## Медіа

### Манґа
З 2 березня 2017 року серіал випускався в журналі шьонен-манґи Акіти Шотена Weekly Shōnen Champion. Акіта Шотен зібрав  розділи в окремі танкобон-томи. Перший том вийшов 7 липня 2017 року. Станом на 6 грудня 2024 року вийшло сорок томів.
На виставці Anime Expo 2022 компанія Kodansha USA оголосила, що вони отримали ліцензію на публікацію серії англійською мовою.

#### Спіноф
Спіноф під назвою Ми — головні персонажі світу демонів! (яп. 魔界の主役は我々だ！, Makai no Shuyaku wa Wareware da!, англ. We Are the Main Characters of the Demon World!) почав виходити у Weekly Shōnen Champion 9 січня 2020 року. Перший танкобон-том вийшов 8 червня 2020 року. Станом на 6 жовтня 2022 року вийшло одинадцять томів.

### Аніме
7 лютого 2019 року в 10 випуску Weekly Shōnen Champion було оголошено про адаптацію аніме-серіалу, разом із Beastars. Перший сезон має 23 епізоди, анімований студією Bandai Namco Pictures, режисером виступив Макото Морівакі, Казуюкі Фудеясу зайнявся композицією серіалу, а Акіміцу Хонма написав музику. NHK і NHK Enterprises відповідають за виробництво. Серіал транслювався з 5 жовтня 2019 року по 7 березня 2020 року на NHK Educational TV. Da Pump виконали пісню на заставці серіалу «Magical Babyrinth», а Ю Серізава виконала пісню на кінцеві титри серіалу "Debikyū" (яп. デビきゅー). Crunchyroll і Muse Communication транслювали серіал у вибраних регіонах. Було оголошено про вихід другого сезону з 21 серій, які виходили з 17 квітня 2021 року по 11 вересня 2021 року. Персонал повернувся до своїх обов'язків. Da Pump виконали пісню опенінгу другого сезону «No! No! Satisfaction!», тоді як Амацукі виконав пісню ендингу другого сезону "Kokoro Show Time" (яп. ココロショータイム, Kokoro Shō Taimu).
18 травня 2020 року було оголошено, що Sentai Filmworks отримала права на домашнє відео.
11 вересня 2021 року сторінка аніме в Twitter оголосила, що третій сезон знаходиться в розробці. Прем'єра відбулася 8 жовтня 2022 року. Fantastics from Exile Tribe виконують пісню опенінгу "Girigiri Ride it Out" (яп. ギリギリ Ride it out, On the Edge Ride it Out), а Вензді Кампанелла виконує пісню ендингу "Nabe Bugyō" (яп. 鍋奉行, Hotpot Boss).
17 листопада 2024 року було оголошено про початок розробки четвертого сезону.

## Оцінки та відгуки
Станом на січень 2020 року тираж перших п'ятнадцяти томів манґи перевищив 2,5 мільйона копій.  Станом на вересень 2020 року манґа мала тираж понад 5 мільйонів копій.